# Haley Hudson
Haley Kaye Hudson, nota semplicemente come Haley Hudson (Los Angeles, 14 giugno 1986), è un'attrice e cantante statunitense.

## Filmografia

### Cinema
- Quel pazzo venerdì (Freaky Friday), regia di Mark Waters (2003)
- Io & Marley (Marley & Me), regia di David Frankel (2008)
- The Pact, regia di Nicholas McCarthy (2012)
- The Pact 2 (The Pact II), regia di Dallas Richard Hallam (2014)
- Quel pazzo venerdì, sempre più pazzo (Freakier Friday), regia di Nisha Ganatra (2025)

### Televisione
- Lizzie McGuire – serie TV, episodio 2x27 (2003)
- Weeds – serie TV, episodi 1x01–4x13–5x01 (2005–2009)
- Terminator: The Sarah Connor Chronicles – serie TV, episodio 2x12 (2008)
- The Forgotten – serie TV, episodio 1x01 (2009)
- Ghost Whisperer - Presenze (Ghost Whisperer) – serie TV, episodio 5x02 (2009)
- Look - La Serie (Look: The Series) – serie TV, 6 episodi (2010)
- The Mentalist – serie TV, episodio 6x22 (2014)